# Konjic (Bosnie-Herzégovine)
Pour les articles homonymes, voir Konjic.
Konjic est une ville et une municipalité de Bosnie-Herzégovine située dans le canton d'Herzégovine-Neretva et dans la fédération de Bosnie-et-Herzégovine. Selon les premiers résultats du recensement bosnien de 2013, la ville intra muros compte 11 165 habitants et la municipalité 26 381.

## Géographie
Konjic est située au nord de l'Herzégovine, à environ 50 kilomètres de Sarajevo, dans une région montagneuse et densément couverte de forêts. La municipalité s'étend sur les deux rives de la Neretva et elle se trouve à la limite du canton de Sarajevo. Konjic est entourée par les monts Prenj (2 102 m), Bjelašnica (2 067 m) et Bitovnja (1 744 m).

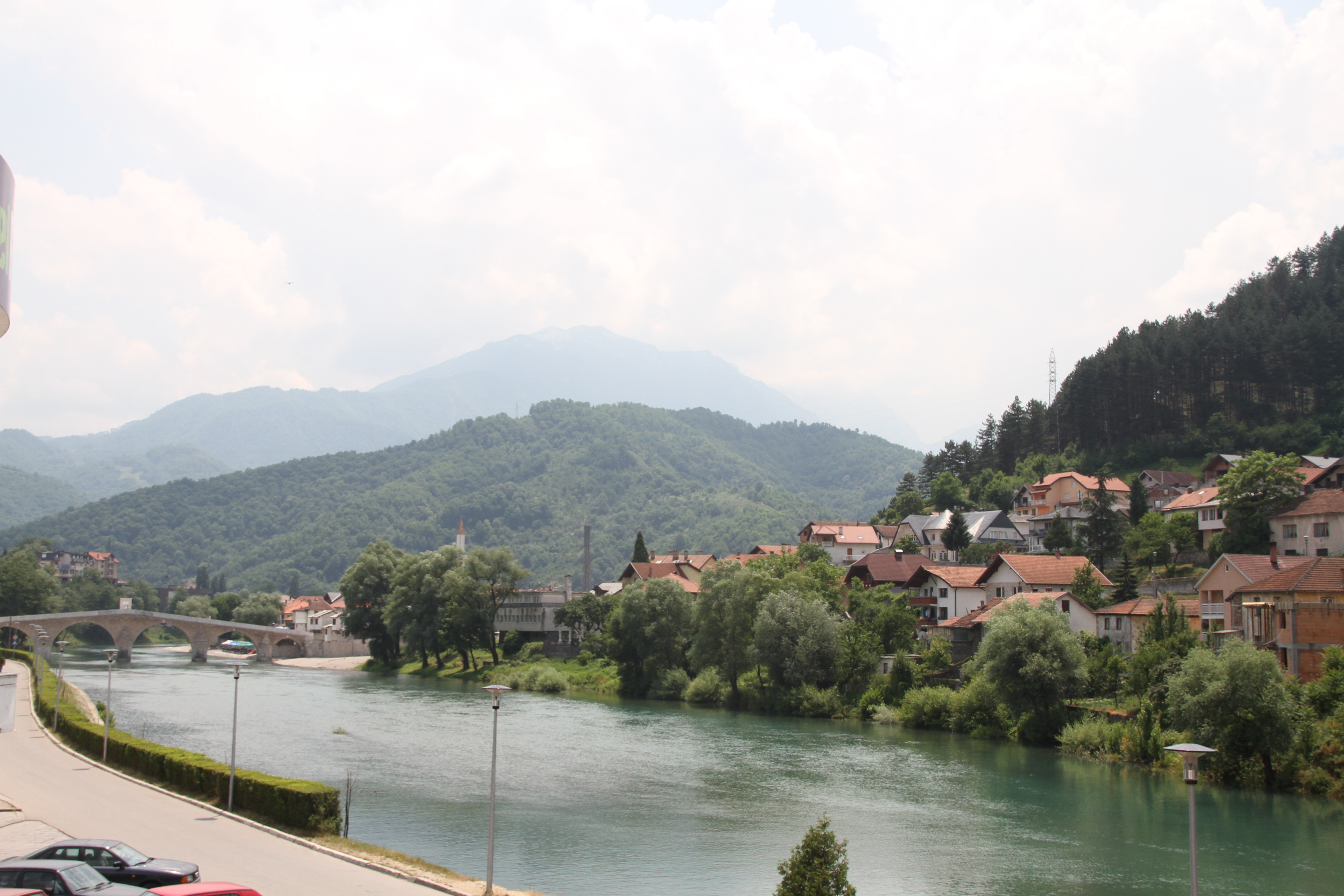
La Neretva à Konjic

## Histoire
Le site préhistorique de Gorani (Konjic) indique que la région est probablement peuplée depuis 4 000 ans.

### Histoire ancienne
Des vestiges de villages illyriens remontant à environ 2 000 ans ont été mis au jour le long de la Neretva, vers Lisičići.
De l'époque romaine (tardive) date le Mithraeum de Konjic, créé vers 150-350, découvert en 1897 (par Karl Pač).

### Histoire médiévale
La ville apparaît dans des documents de la république de Raguse (1358-1808), datant de 1382.
La région, partie du royaume de Bosnie, est administrée par des familles nobles, rivales parfois, Čemerović, Pasštrović, Purcic, Sankovic et Obrinovic.
De l'importance de la sous-région témoigne une vingtaine de nécropoles dans la municipalité, dont la nécropole de Biskup, toutes avec stećci.
Un couvent franciscain est établi au début du XVe siècle.

### 1463-1878: présence ottomane
En 1463-1465, l'agglomération est conquise et intégrée à l'Empire ottoman, qui y développe l'islam et les infrastructures, comme en témoigne le vieux quartier.
- Mosquée et marché de Konjic (hr)

### 1878-1918: dépendance austro-hongroise
Durant la période sous occupation par l'Autriche-Hongrie (1878-1918), un bureau de poste militaire a été ouvert à KONJICA, identifié par les chiffres romains XXX.

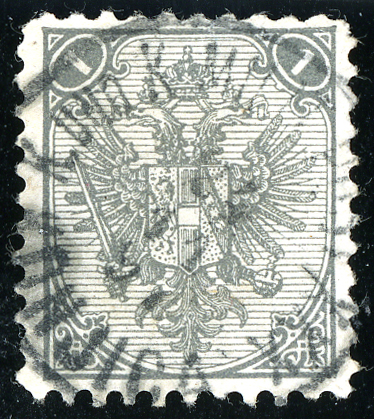
Timbre de Bosnie et Herzégovine, oblitération militaire K.und K. MILIT.POST XXX KONJICA en 1896

### XXesiècle
Après la Seconde Guerre mondiale, Konjic fit partie de la république fédérative socialiste de Yougoslavie ; elle connut alors un important développement et devint une cité multiethnique. Située sur la ligne de chemin de fer reliant Sarajevo et la mer Adriatique), elle abritait la grande usine d'armement Igman, ainsi que des casernes de l'Armée populaire yougoslave (JNA). Tous ces facteurs en firent un des théâtres des guerres de Yougoslavie dans les années 1990.

### 1992-1995: guerre de Bosnie-Herzégovine
Sur le territoire de la municipalité est créé, pour quelques mois, en 1992, le camp de concentration de Čelebići (de), où sont détenus des centaines de prisonniers serbes.

### XXIesiècle
La ville et la région misent sur le tourisme intérieur et international. D'après le journal Le Monde, en 2018, la ville compte encore des façades abîmées par la guerre.

## Localités

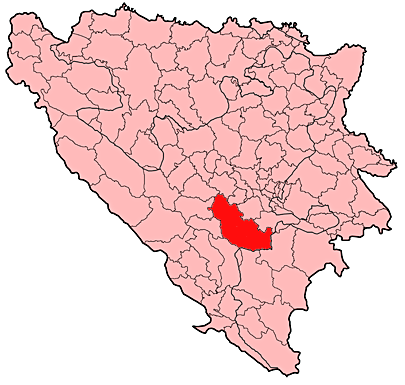
Localisation de la municipalité de Konjic en Bosnie-Herzégovine

La municipalité de Konjic compte 168 localités :
| - Argud - Bale - Bare - Barmiš - Bijela - Bjelovčina - Blace - Blučići - Borci - Boždarevići - Bradina - Brda - Brđani - Budišnja Ravan | - Bukovica - Bukovlje - Bulatovići - Bušćak - Buturović Polje - Cerići - Crni Vrh - Čelebići - Čelina - Česim - Čestaljevo - Čičevo - Čuhovići - Dobričevići | - Dolovi - Doljani - Donja Vratna Gora - Donje Selo - Donje Višnjevice - Donji Čažanj - Donji Gradac - Donji Nevizdraci - Donji Prijeslop - Došćica - Dramiševo - Dubočani - Dubravice - Dudle | - Dužani - Džajići - Džanići - Džepi - Falanovo Brdo - Gakići - Galjevo - Gapići - Glavatičevo - Gobelovina - Gorani - Goransko Polje - Gorica - Gornja Vratna Gora | - Gornje Višnjevice - Gornji Čažanj - Gornji Gradac - Gornji Nevizdraci - Gostovići - Grabovci - Gradeljina - Grušča - Gvozno - Hasanovići - Herići - Homatlije - Homolje - Hondići | - Hotovlje - Idbar - Jasenik - Javorik - Jezero - Ježeprosina - Jošanica - Kale - Kanjina - Kašići - Konjic - Kostajnica - Koto - Krajkovići |

| - Kralupi - Krtići - Krupac - Krušćica - Kula - Lađanica - Lisičići - Lokva - Luka - Luko - Lukomir - Lukšije - Ljesovina - Ljubuča | - Ljusići - Ljuta (Konjic) - Ljuta (Konjic-Kalinovik) - Mladeškovići - Mokro - Mrkosovice - Obrenovac - Obri - Odžaci - Orahovica - Orlište - Oteležani - Ovčari - Pačerani | - Parsovići - Plavuzi - Podhum - Podorašac - Pokojište - Polje - Polje Bijela - Požetva - Prevlje - Radešine - Rajac - Raotići - Rasvar - Razići | - Redžići - Repovci - Repovica - Ribari - Ribići - Seljani (Konjic) - Seljani (Konjic-Nevesinje) - Seonica - Sitnik - Slavkovići - Solakova Kula - Sopot - Spiljani - Stojkovići | - Strgonice - Studenčica - Sultići - Susječno - Svijenča - Šunji - Tinje - Tovarnica - Treboje - Trešnjevica (Konjic) - Trešnjevica (Konjic-Kalinovik) - Trusina - Tuhobići - Turija | - Ugošće - Veluša - Vinište - Vrbljani - Vrci - Vrdolje - Vrhovina - Zaborani - Zabrđani - Zabrđe - Zagorice - Zaslivlje - Zelomići - Zukići |

## Démographie

### Villeintra muros

#### Évolution historique de la population dans la villeintra muros
| 1948 | 1953 | 1961  | 1971  | 1981   | 1991   | 2013   |
| ---- | ---- | ----- | ----- | ------ | ------ | ------ |
| -    | -    | 5 927 | 9 584 | 11 545 | 13 729 | 11 165 |

|  |

### Municipalité

#### Évolution historique de la population dans la municipalité
| 1961   | 1971   | 1981   | 1991   | 2013   |
| ------ | ------ | ------ | ------ | ------ |
| 38 333 | 40 879 | 43 677 | 43 878 | 26 381 |

#### Répartition de la population dans la municipalité (1991)
En 1991, sur un total de 43 878 habitants, la population se répartissait de la manière suivante :

## Politique
À la suite des élections locales de 2012, les 27 sièges de l'assemblée municipale se répartissaient de la manière suivante :
| Parti                                                               | Sièges |
| ------------------------------------------------------------------- | ------ |
| Parti d'action démocratique (SDA)                                   | 10     |
| Parti social-démocrate (SDP)                                        | 6      |
| Parti pour la Bosnie-Herzégovine (SBiH)                             | 4      |
| Alliance pour un meilleur avenir de la Bosnie-Herzégovine (SBB BiH) | 3      |
| Parti pour l'amélioration par le travail (Za boljitak)              | 2      |
| Union sociale-démocrate de Bosnie-Herzégovine (SDU BiH)             | 1      |
| Parti de la justice et du développement de Bosnie-Herzégovine       | 1      |

Emir Bubalo, membre du Parti d'action démocratique (SDA), a été réélu maire de la municipalité,.

## Culture
La sculpture sur bois de cette ville est intégrée à la liste représentative du patrimoine culturel immatériel de l'humanité en 2017.

## Tourisme
Les monuments nationaux de Konjic sont un important motif de tourisme dans cette petite ville paisible de villégiature.

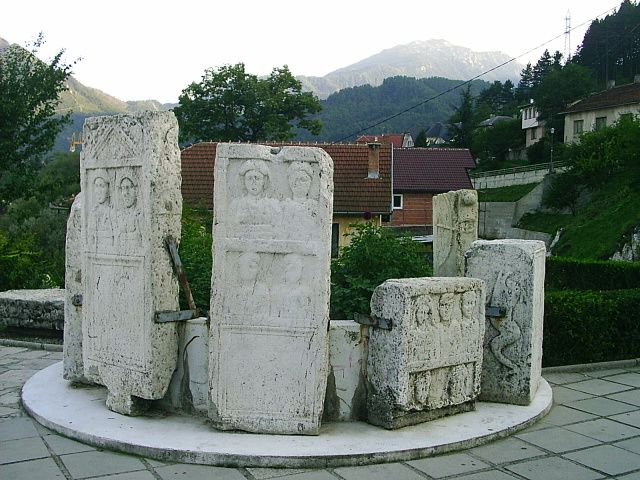
Les monuments archéologiques du parc de Varda
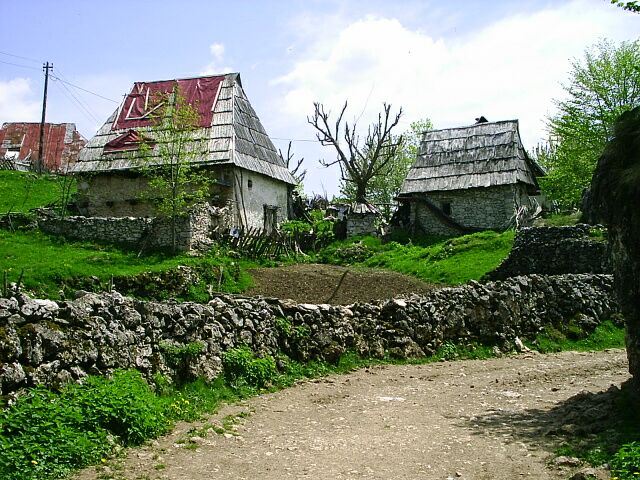
Vue du village de Čuhovići
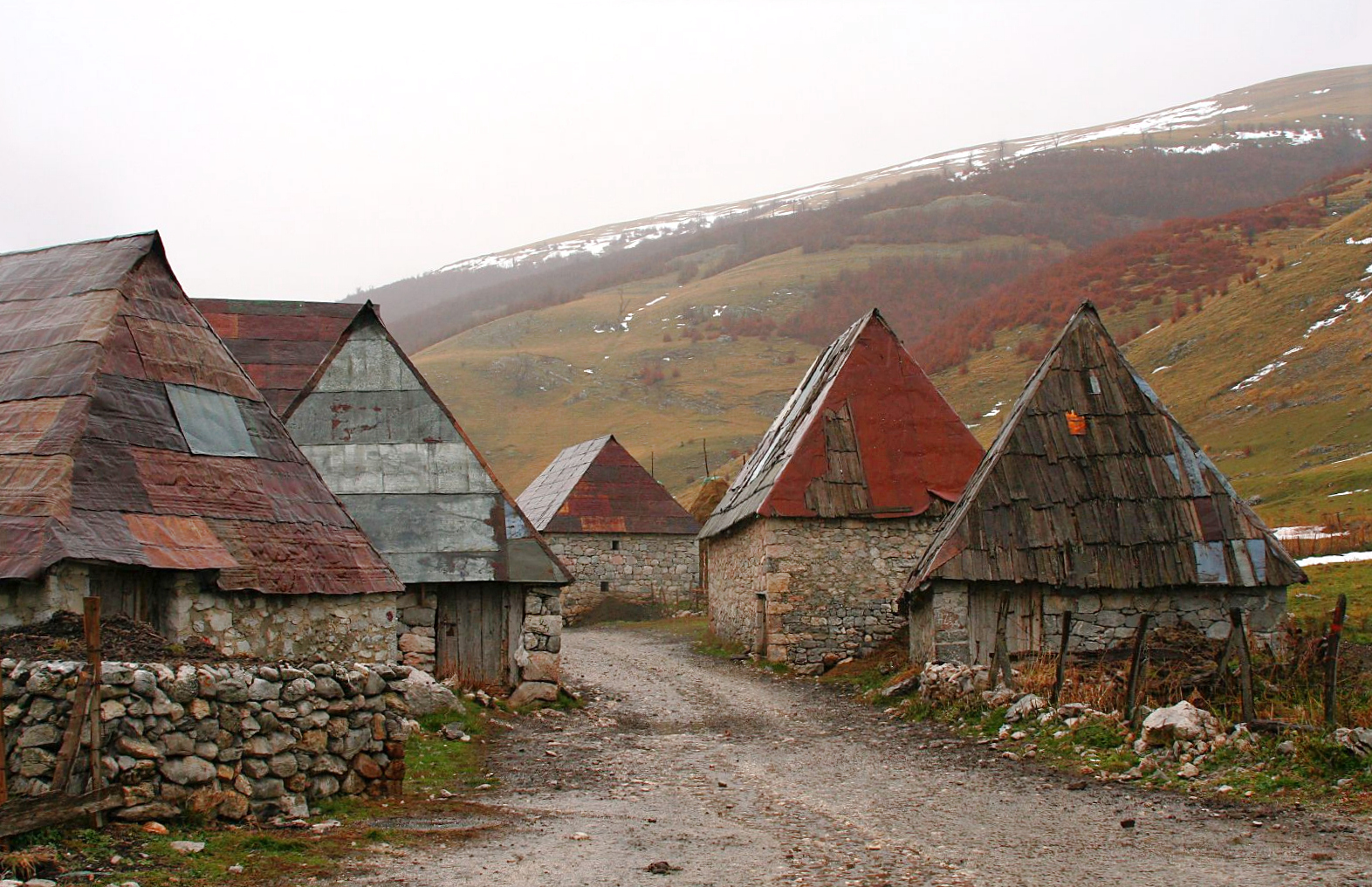
Vue du village de Lukomir

- Mithraeum de Konjic
- Lac d'Uloško (en), près d'Ulog
- Lac de Boračko (en), au pied du mont Prenj
- Lac de Blatačko (en), au nord-est de Konjic
- Neretva et Rakitnica (rivière) sont des lieux où pratiquer le rafting
- Jablanica (Herzégovine-Neretva)
- Lac de Jablaničko
- Couvent franciscain de Konjic (hr) (1895, rétabli en 2006)
- Vieille église orthodoxe serbe des saints Pierre et Paul à Borcima (hr) (1896)

## Personnalités liées à la ville
- Ante Pavelić, fondateur du mouvement des oustachis (nationalistes croates), dirigeant de l’État indépendant de Croatie, État allié du Troisième Reich pendant la seconde guerre mondiale.
- Ante Marković, dernier Premier ministre de la république fédérative socialiste de Yougoslavie.
- Tijana Arnautović, mannequin et Miss World Canada.
- Goran Soldo, footballeur croate.
- Zulfikar Džumhur, caricaturiste.
- Amra Halebić.
- Irina Kapetanović.

## Coopération internationale
- Strängnäs (Suède)